# Marta Martínez Cantón
Marta Martínez Cantón es una deportista española que compite en piragüismo en la modalidad de eslalon. Ganó dos medallas de plata en el Campeonato Europeo de Piragüismo en Eslalon, en los años 2014 y 2017, ambas en la prueba de K1 por equipos.

## Palmarés internacional
| Campeonato Europeo | Campeonato Europeo | Campeonato Europeo | Campeonato Europeo |
| Año                | Lugar              | Medalla            | Evento             |
| ------------------ | ------------------ | ------------------ | ------------------ |
| 2014               | Viena (Austria)    | Medalla de plata   | K1 por equipos     |
| 2017               | Tacen (Eslovenia)  | Medalla de plata   | K1 por equipos     |